# Thietmar I de Merseburg

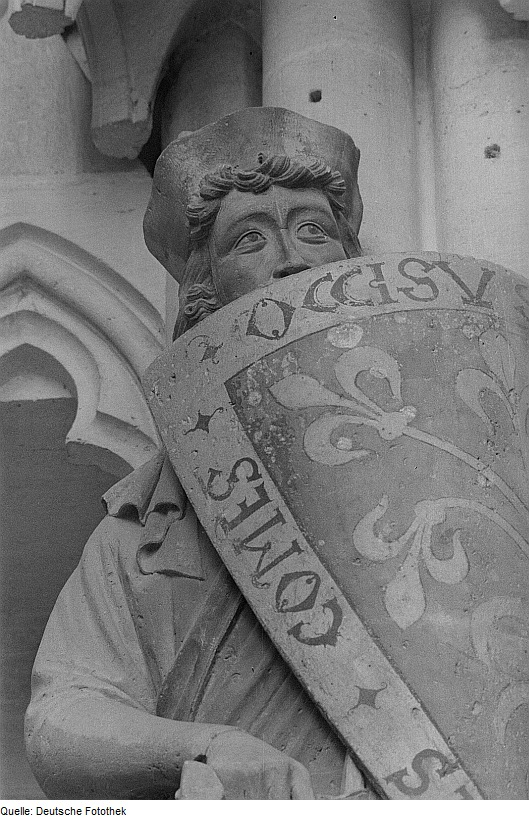

Thietmar (n. cca. 925 – d. 3 august 979) a fost margraf de Meissen de la 970 până la moarte.
Thietmar a fost cel mai mare dintre cei trei fii ai Hiddei, sora margrafului Gero "cel Mare", cu contele Christian de Thuringia. Frații săi mai mici erau arhiepiscopul Gero de Köln și margraful Odo I de Ostmark.
În 951, el era consemnat drept conte Gau Serimunt, unde a succedat tatălui său, Christian. Între 951 și 978, el figurează și drept cpnte de Schwabengau. După moartea unchiului său Gero din 965, Thietmar a moștenit largi părți din Marca lui Gero.
El a fost căsătorit cu Schwanehilda (Svanhilda), fiică a margrafului Herman de Saxonia din dinastia Billungilor, cu care a avut un fiu: Gero al II-lea, care în 993 va deveni margraf de Ostmark. În 29 august 970, Thietmar și fratele său Gero au fondat abația de la Nienburg (Thankmarsfelde), care cândva între 971 și 975 a devenit mănăstire regală. Ea a fost strămutată la Nienburg pe râul Saale, din 975, loc în care Thietmar a fost înmormântat. În anii care au urmat, Thietmar și Gero au făcut mai multe donații de pământuri către această mănăstire.
Thietmar a fost succedat ca margraf de Meissen de către Rikdag. Văduva sa, Svanhilda s-a recăsătorit cu succesorul lui Rikdag, Eckard I.